# جوزيف ديكسون
جوزيف ديكسون (بالإنجليزية: Joseph Dixon)‏ (26 سبتمبر 1836 في أستراليا - 6 مارس 1882 في أستراليا) هو لاعب كريكت أسترالي. لعب مع فريق تسمانيا للكريكت.

## وصلات خارجية
- جوزيف ديكسون على موقع إي آس بي آن كريك إنفو (الإنجليزية)